# Clutia pubescens
Clutia pubescens là một loài thực vật có hoa trong họ Peraceae. Loài này được Thunb. mô tả khoa học đầu tiên năm 1794.